# 어둠숲
어둠숲(Mirkwood)은 J. R. R. 톨킨의 소설 호빗에 등장하는 숲이다. 거대한 거미와 스란두일이 다스리는 어둠숲 요정이 살고 있다. 톰 시페이는 그 이름이 유럽 고대 북부의 야생에 대한 흥분을 불러일으켰다고 설명했다.